# 周致
周致（1472年—16世紀），字維遠，浙江寧波府鄞縣人，牧馬千户所籍，明朝政治人物。

## 生平
周致是成化十年舉人周旭之子，個性聰穎，年幼喪父，入延慶寺為僧，寫下詩歌格律嚴勁，獲楊守隅賞識，讓他還俗帶入京師跟隨李堂學習。弘治十一年（1498年）中式戊午科順天鄉試第十一名舉人，次年（1499年）聯捷進士，獲授臨淄知縣，為政廉明、政教並行，令士民悅服，因為忤逆御史入獄，證實清白後署任益都知縣，以公事入京暴疾而卒，兩地百姓哭著罷市，爭相扶其靈柩，並立祠祭祀。

## 家族
曾祖周普；祖周祖秀，贈卫经历；父周旭，贡士。母許氏。永感下。

## 引用
1. 1 2  光緒《鄞縣志·卷三十四·人物傳九》：周致，字維遠，父旭成化十年舉人 案選舉表列七年 早卒，致性聰穎，以孤幼無依為僧延慶寺，能詩格律嚴勁 《李堂書先生遺事》 ，布政使楊守隅見而奇之，時守隅方為職方，因命養髮攜之入京師，使從學於李堂，堂館之得授徒自給 《甬上耆舊傳》 ，登宏治十二年進士，授臨淄知縣 《遺事》 ，公廉明敏 《山東通志》 、操為茂異、政教並施 《遺事》 ，士民悅服 《山東志》 ，因觸忤御史下獄，事白 《遺事》 署益都，以公事至會城暴疾卒，兩邑民聞之爭扶其柩，各送至水次而歸 《山東志》 ，且為立祠祀之 《遺事》 。
2. ↑  光緒《鄞縣志·卷二十一·選舉表二》：（弘治）十一年戊午（舉人）……周致 旭子，順天中式……十二年己未（進士）……周致 有傳
3. ↑  康熙《臨淄縣志·卷八》：周致，浙江鄞縣人，進士，勤慎廉直多異政，勸養士民三季卒於任，百姓哭為罷市，立祠祀之，督學陳琳有記。
4. ↑  龚延明主编. . 宁波: 宁波出版社. 2016. ISBN 978-7-5526-2320-8. 《天一閣藏明代科舉錄選刊.登科錄》之《弘治十二年己未科進士登科錄》